# Potentiometer
Ein Potentiometer (kurz Poti, nach neuer deutscher Rechtschreibung auch Potenziometer) ist ein elektrisches Widerstandsbauelement, dessen Widerstandswerte mechanisch (durch Drehen oder Verschieben) oder elektronisch veränderbar sind. Es hat mindestens drei Anschlüsse und wird vorwiegend als stetig einstellbarer Spannungsteiler eingesetzt. Erfunden wurde das Potentiometer 1840 vom britischen Physiker Charles Wheatstone.

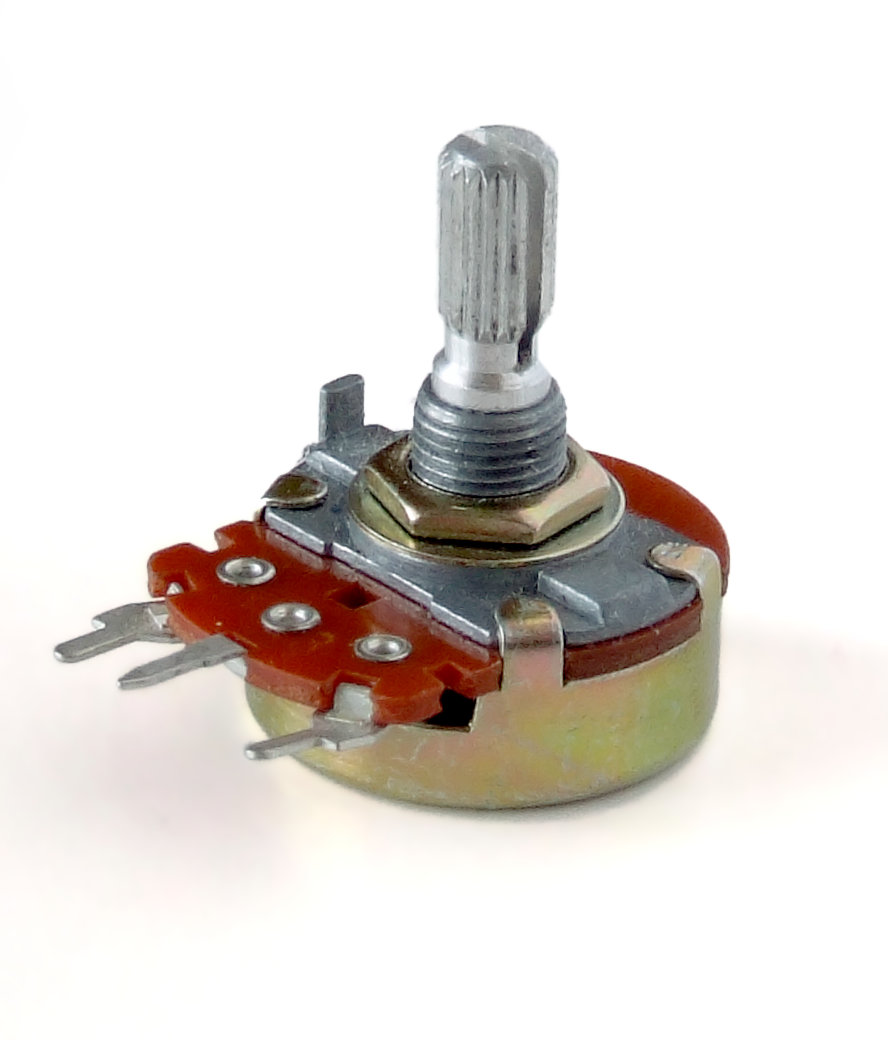
Potentiometer in der Bauform als Drehwiderstand

## Prinzipieller Aufbau und Funktion
| Schaltsymbole |
| ------------- |
| Europa        |
| USA und Asien |

Ein Potentiometer besteht aus einem Widerstandsmaterial auf oder zwischen einem elektrisch nicht leitenden Träger, das von einem verschiebbaren Gleitkontakt abgetastet wird, der gewöhnlich als Schleifer bezeichnet wird.
Der feste Widerstand hat an jedem seiner beiden Enden einen Anschluss, ebenso der Schleifer, woraus sich üblicherweise drei Anschlüsse ergeben.
Über den Schleifer kann ein veränderbarer Widerstandswert abgegriffen werden.

## Benennung
Das Bauteil an sich, soweit es wenigstens drei Anschlüsse hat, wird immer Potentiometer genannt, unabhängig davon, wofür oder wie es in der Schaltung verwendet wird, also auch unabhängig davon, wie es beschaltet wird und ob alle drei Anschlüsse verwendet werden, ob es also als Spannungsteiler verwendet wird oder nur zwei Anschlüsse verwendet werden und es damit nur als veränderbarer Widerstand dient. Obwohl für etliche Substantive mit der Endung -meter neben dem Neutrum auch das Maskulinum möglich und gebräuchlich ist, gilt für das Potentiometer ausschließlich das Neutrum („das Potentiometer“).

## Anwendung
Potentiometer werden häufig zur Steuerung von elektronischen Geräten eingesetzt, wie beispielsweise für die Einstellung eines Verstärkers, wie der Lautstärkeeinstellung eines Ton-Verstärkers, oder in einem Radio oder Fernsehgerät. In dieser Funktion werden in zunehmendem Maße elektronische Ausführungen wie Tasten oder Inkrementalgeber eingesetzt. Die Gründe liegen zum einen in der fortschreitenden Digitalisierung vieler elektronischer Funktionen, zum anderen in der Tatsache, dass mechanische Potentiometer aufgrund des Abriebes des Widerstandsmaterials durch den Schleifer nicht verschleißfrei arbeiten.

## Elektrische Beschaltung
Je nach äußerer Beschaltung ergibt sich ein
- verstellbarer Widerstand,
- verstellbarer Spannungsabgriff (Spannungsteiler) oder
- bei nennenswerter Belastung am Ausgang – ein sogenannter belasteter Spannungsteiler.

Nur bei der Schaltung als Spannungsteiler liegt jedoch die namensgebende Potentiometerschaltung vor. Dabei wird über den Mittel-Anschluss eine Teil-Spannung (Potentialdifferenz) abgegriffen.

## Bauformen
Potentiometer existieren in zahlreichen Bauformen, die im Folgenden erläutert werden.

### Drahtpotentiometer

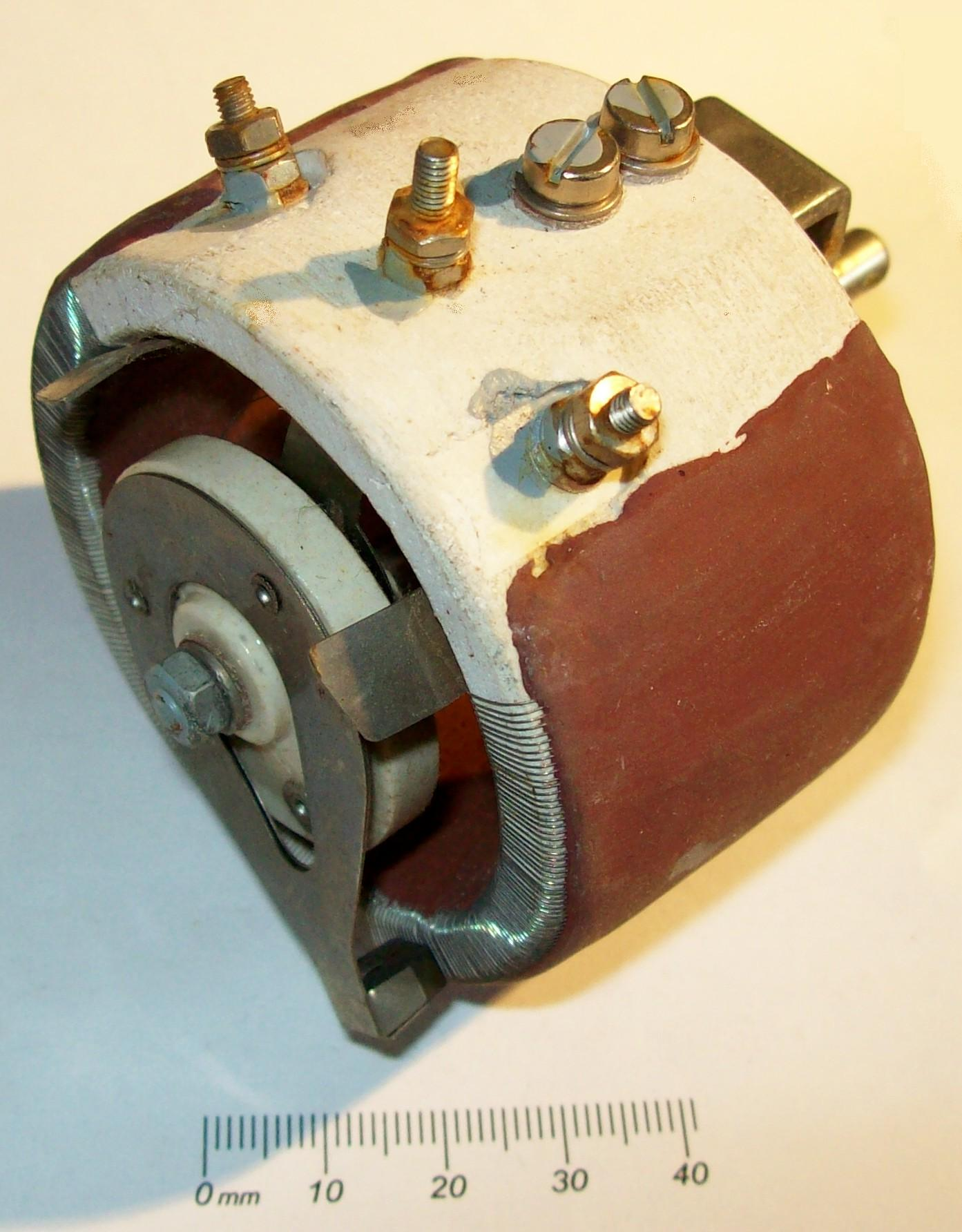
Leistungspotentiometer 500 Ohm / 100 Watt; Schleifkontakt (unten) aus Graphit

Drahtpotentiometer haben eine toroidförmige, schraubenförmige Wicklung aus Widerstandsdraht auf einem Isolierkörper (meist aus keramischem Werkstoff), deshalb auch Keramik-Potentiometer genannt. Diese Bauform wird bevorzugt eingesetzt, wenn eine hohe Verlustleistung in dem Bauteil umgesetzt werden muss, und damit eine höhere Temperatur entsteht. Diese Bauteile werden vor allem im englischen Sprachraum auch Rheostat genannt; streng genommen ist ein Rheostat ein veränderbarer Widerstand mit zwei Anschlüssen, während ein Potentiometer (wie eingangs erwähnt) einen Spannungsteiler darstellt, der drei Anschlüsse hat.

### Mehrgang-Potentiometer

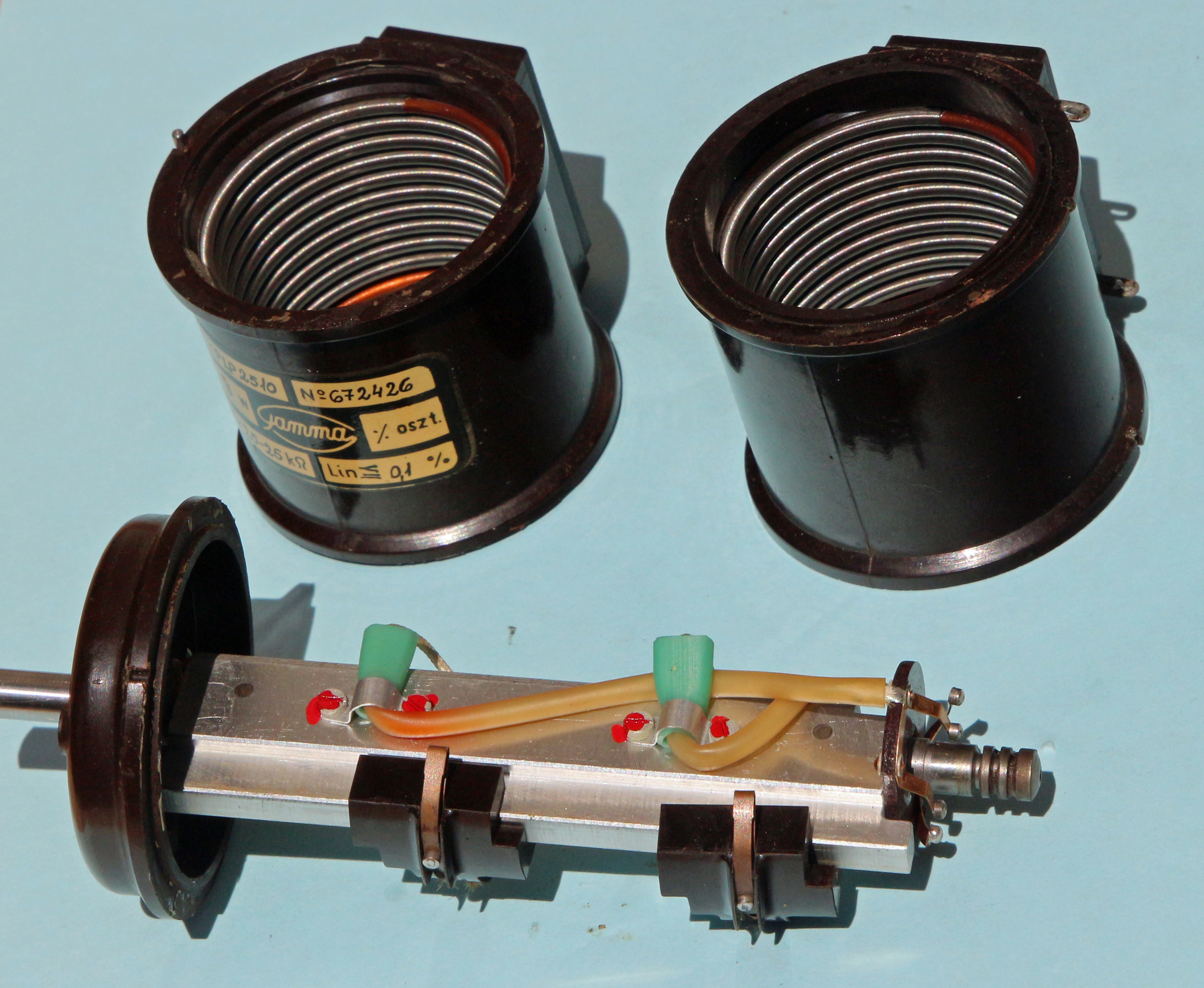
Zehngängiges Tandem-Wendelpotentiometer der Firma Gamma aus Budapest (zerlegt, vorn die beiden Schleifer, hinten die beiden Wendeln)

erlauben mehr als eine Umdrehung des Drehrades. Dazu ist der Draht in Form einer Doppelwendel auf einem gewendelten Isolierkörper untergebracht. Daher auch Wendelpotentiometer genannt. Diese Wendel, sowie der Antrieb des Schleifers wie eine Mutter auf einer Schraube erlauben mehrere Umdrehungen (z. B. fünf oder zehn Umdrehungen, z. B. Zehngangpotentiometer genannt). Verwendung z. B. in Sendern und Empfängern, um die Frequenz präzise einstellen zu können.
Eine besondere Bauform ist dabei die Kombination von zwei solcher Potis zu einem Tandem-Wendelpotentiometer. Siehe Foto.

### Schichtpotentiometer
Bei Schichtpotentiometern besteht das Widerstandsmaterial aus einer Kohleschicht, einer Metallschicht, einer Cermet-Schicht oder einem leitenden Kunststoff (Leitplastik). Der Widerstandsträger von Schichtpotentiometern ist meist kreissegmentförmig, kann jedoch bei Schiebepotentiometern (Schiebereglern) auch gestreckt sein.
Es gibt Schichtpotentiometer mit linear vom Drehwinkel abhängigem Widerstandsverhältnis und solche mit näherungsweise logarithmischer Kennlinie. Letztere sind besonders vorteilhaft, wenn der Einstellbereich mehrere Größenordnungen überstreicht (z. B. Lautstärkesteller).
Potentiometer mit umgekehrt logarithmischer Kennlinie (benannt: -log. oder neg. log.) sind ebenfalls erhältlich und eignen sich beispielsweise zur Frequenzeinstellung eines astabilen Multivibrators.
Neben unterschiedlichen Einstellkennlinien gibt es noch Regler mit Zwischen-Abgriffen. Üblich sind Zwischenabgriffe bei
- 50 %,
- 25 % und 50 %, sowie
- 25 %, 50 % und 75 %.

Drehpotentiometer mit kleinem Drehwinkel werden in Joysticks eingesetzt.

### Trimmpotentiometer

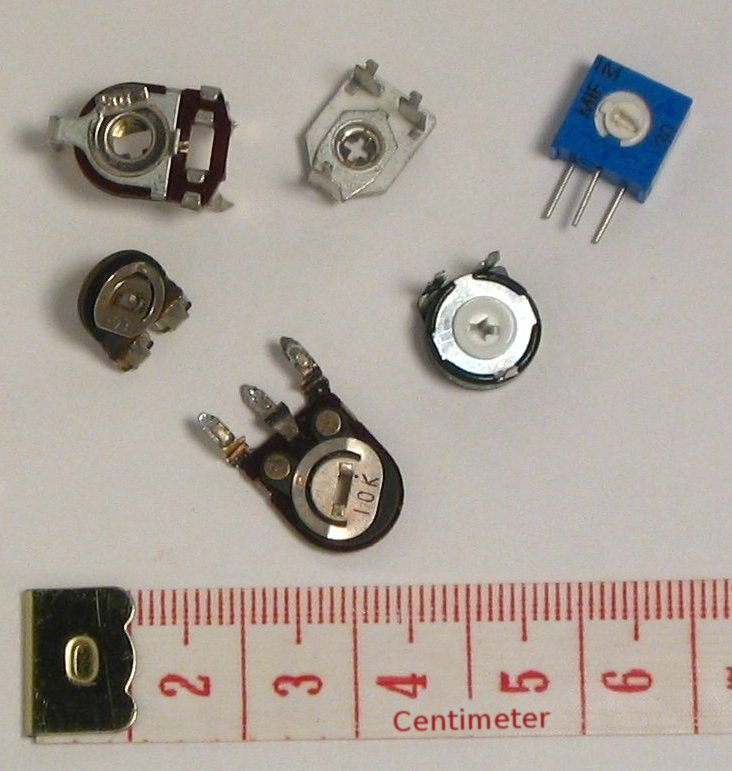
Verschiedene Trimmer

Trimmer sind für den Abgleich einer Schaltung gedacht und haben meist nur einen Schraubendreherschlitz. Sie werden einmal eingestellt und gegebenenfalls mit Lack fixiert.
Im industriellen Bereich und in der Messtechnik finden auch mehrgängige Trimmer (sogenannte Spindeltrimmer) Einsatz. Bei diesen wird entweder eine Linearbewegung mit einem Spindeltrieb oder eine Drehbewegung mit einem Schneckentrieb (also: wie mit einer Mutter auf einer Schraube) erzeugt.

### Tandem-Potentiometer

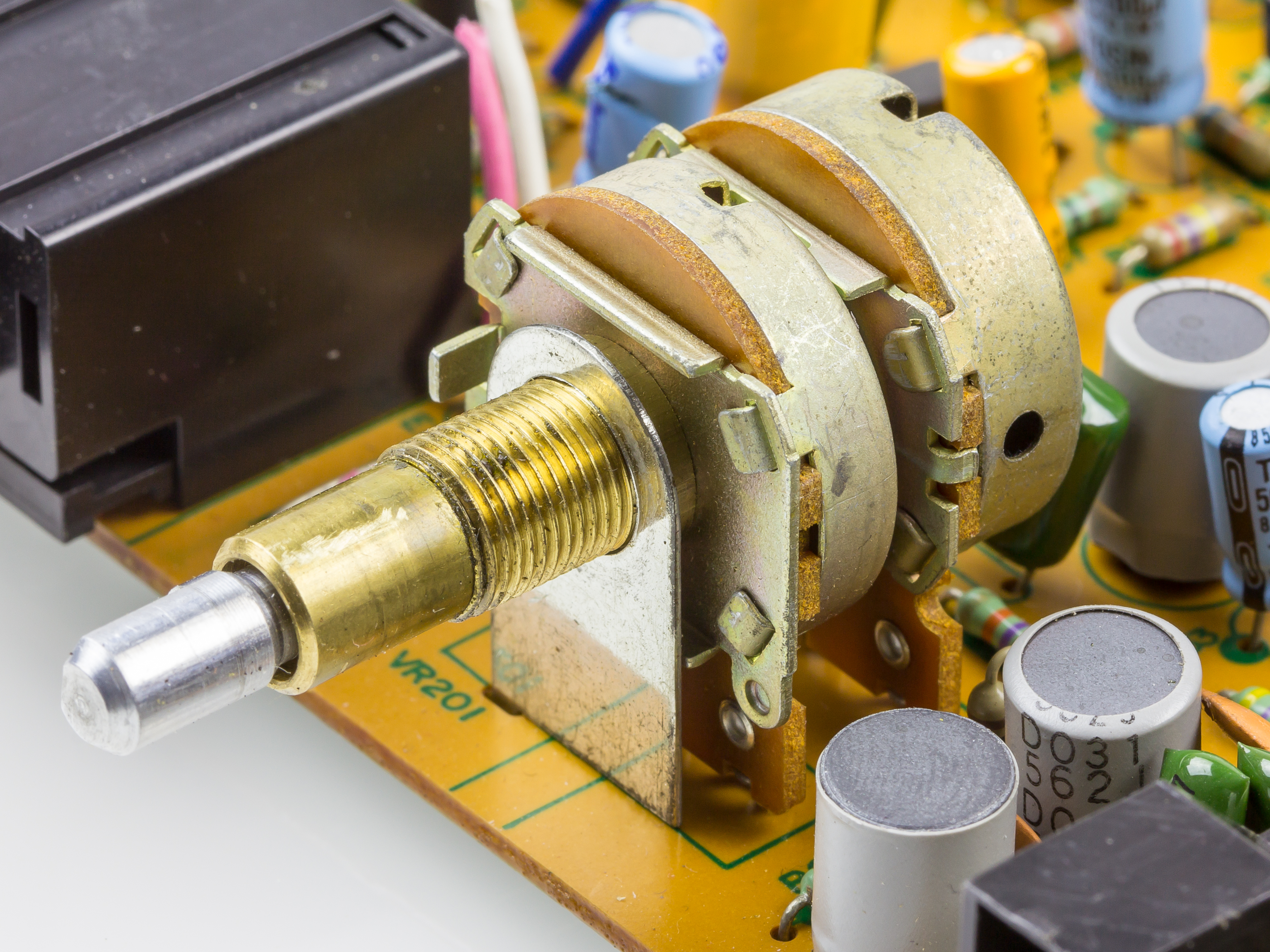
Tandem-Potentiometer

Bei einem Tandem-Potentiometer (auch Mehrfachpotentiometer genannt) sind zwei Potentiometer (elektrisch voneinander getrennt) hintereinander auf einer Achse angebracht.
Für die Betätigung gibt es zwei Bauarten:
- Mit einem Drehrad: das beide Potis gleichzeitig betätigt oder
- mit zwei Dreh-Elementen, die eine getrennte Einstellung ermöglichen. Diese sitzen voreinander, wobei sich dann ein kleinerer Drehknopf vor einem größeren Drehrad befindet. Das größere Drehrad hat eine 6 mm Welle und das kleinere eine 4 mm Welle.[1] Die dünnere Welle wird dabei durch die dickere, hohle Welle geführt. Daher auch die Bezeichnung Koaxial-Potentiometer. Siehe Bild.

Tandem-Potentiometer werden beispielsweise zur gleichzeitigen Lautstärkeeinstellung der beiden Kanäle eines Stereoverstärkers eingesetzt und werden dann Stereopotentiometer genannt.
Es gab aber auch Ausführungen mit zwei verschiedenen Aufgaben auf einer Achse, etwa: Lautstärke und Klang, deren Potis dann auch verschiedene Nenn-Widerstände hatten.

### Dreh-Potentiometer mit Schalter
Es gibt auch Dreh-Potentiometer mit Schalter, gewöhnlich zum Ein/Aus-Schalten des Gerätes.

### Motorgesteuerte Potentiometer

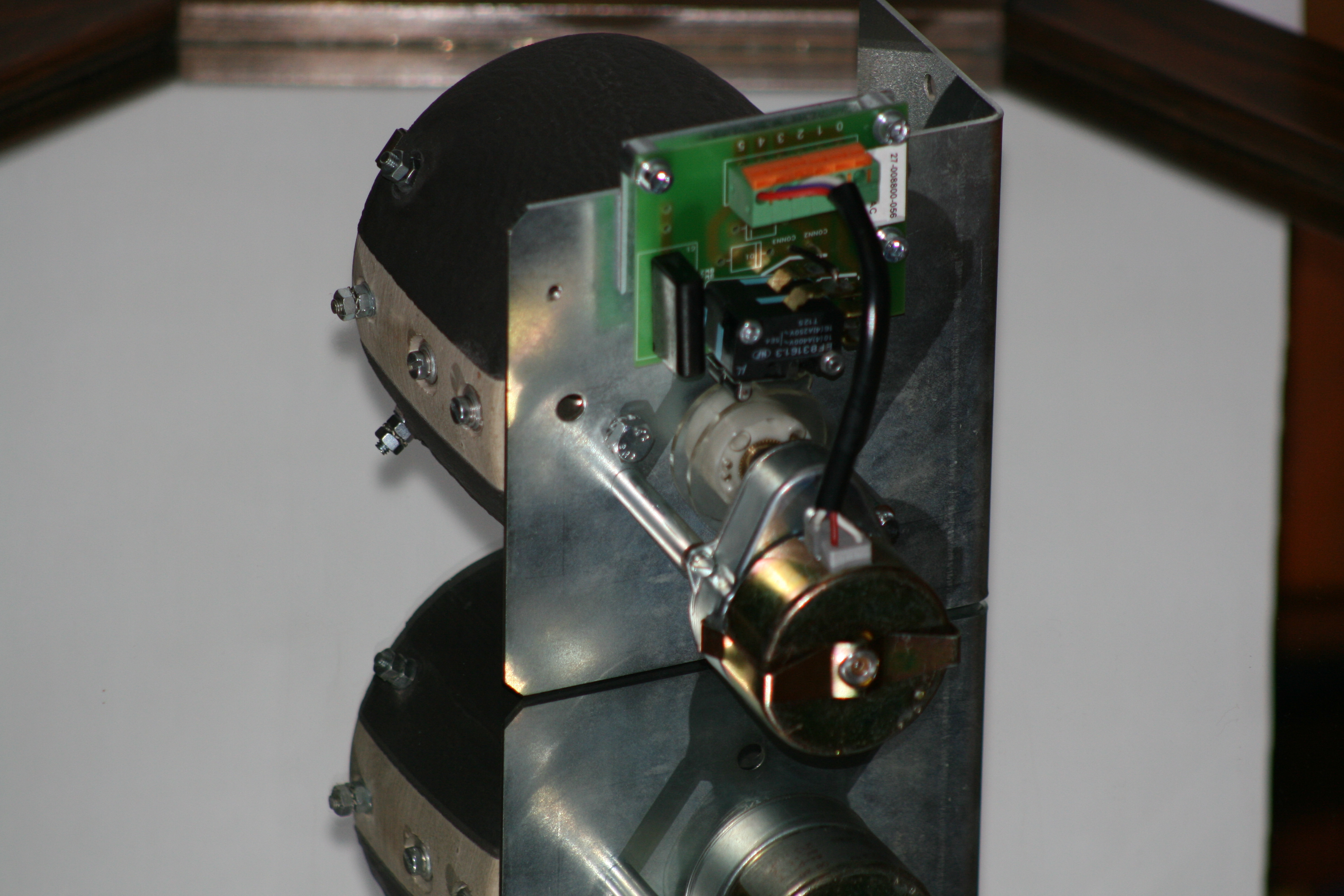
Poti mit Motorsteuerung

Motorgesteuerte Potentiometer wurden erstmals in sehr teuren Studiomischpulten verwendet. In diesen Pulten hat jeder Regler einen Motor. So kann man die Einstellungen aller Schieber speichern und mittels Steuer-Programm wiederherstellen. Derzeit befinden sich auch in weniger kostspieligen Digitalmischpulten Motorpotentiometer, allerdings in wesentlich geringerer Zahl.
High-End-HiFi-Verstärker besitzen oft Motorpotentiometer zur fern-gesteuerten Lautstärkeeinstellung, um die Länge der Ton-Leitungen zu verkürzen, und dadurch die Einstreuungen zu verkleinern.

### Elektronische Potentiometer

Prinzipschaltung eines digitalen Potentionmeters

Digitale bzw. elektronische Potentiometer bestehen aus {\displaystyle n-1} hintereinander geschalteten einzelnen Widerständen (z. B. 100) sowie aus {\displaystyle n} Feldeffekttransistoren als elektronischen Schaltern. Diese Anordnung ist zusammen mit einer digitalen Steuerschaltung zu einem integrierten Schaltkreis zusammengefasst. Solche digitalen Potentiometer werden sowohl als Trimmpotentiometer (sie behalten ihren eingestellten Wert lebenslang) oder zur Einstellung über Taster, einen Inkrementalgeber oder einen Mikrocontroller verwendet. Sie haben dementsprechend einen flüchtigen und/oder einen nichtflüchtigen Speicher für die „Schleiferstellung“.
Es gibt auch ICs, bei denen die Widerstände in OGR-Anordnung sind. Das spart ungemein an Widerständen, für eine leicht erhöhte Ansteuerungslogik. Bei großen Widerstandsbandbreiten mit kleinen Schrittlängen ist das ziemlich nützlich. Es gibt auch noch verschiedene andere ähnliche Anordnungen (z. B. die sehr beliebte Zweierpotenzanordnung, bei der man den gewünschten Widerstandswert nur als Binärzahl anzugeben braucht).

### Folienpotentiometer
Siehe Folienpotentiometer.

## Weitere Merkmale

### Dreh- oder Schiebe-Ausführung

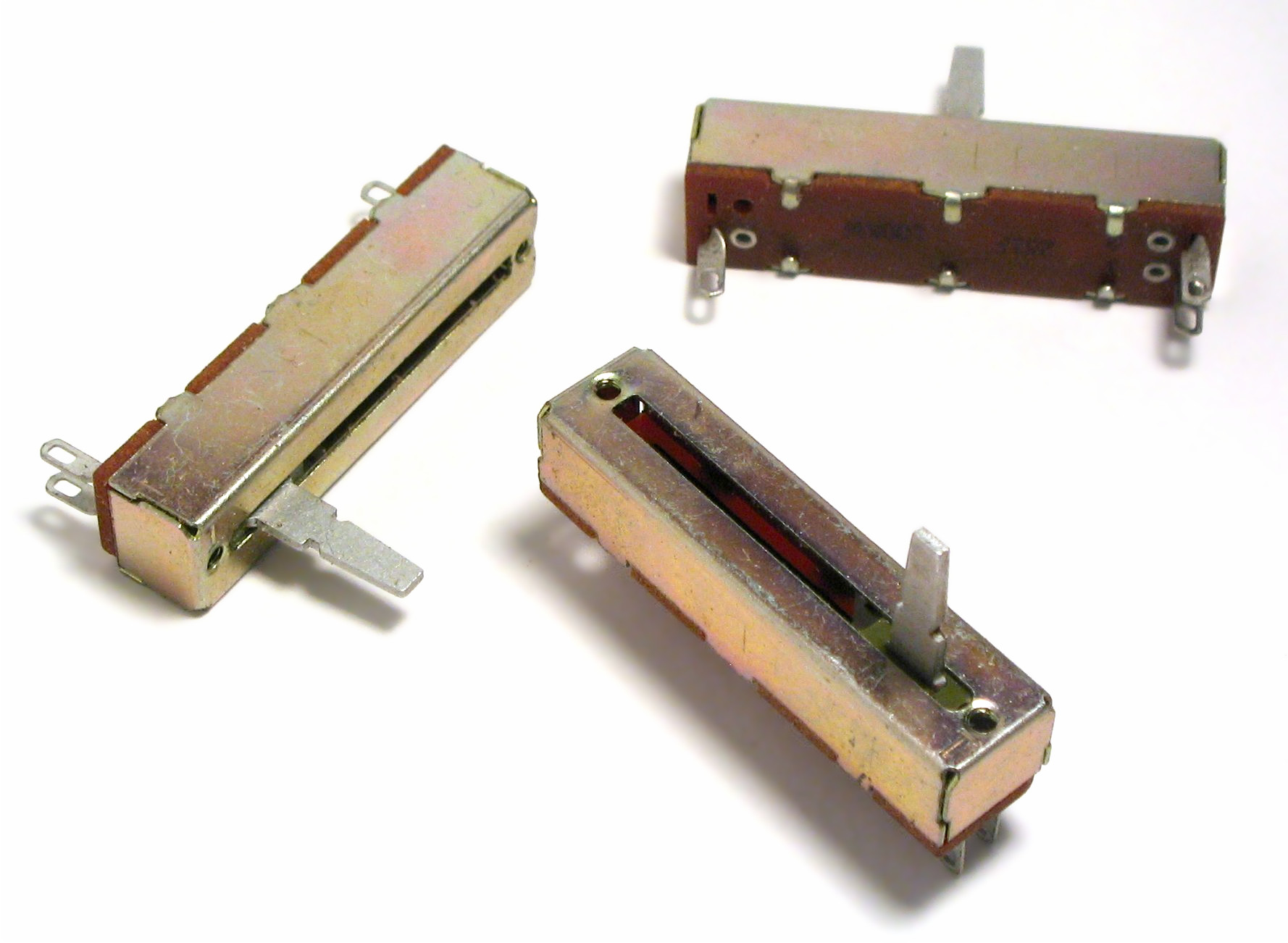
Schiebepotentiometer, auch Fader genannt

Potentiometer gibt es als Bedienelement mit einer Welle für einen Drehregler oder als Schiebepotentiometer (z. B. an Mischpulten und in Tonstudios).

### Verwendung als Ist-Wert-Geber
Besonders präzise Potentiometer werden auch zur Weg- oder Winkelmessung (Weggeber, Winkelgeber) eingesetzt, siehe Potentiometergeber.

### Ausführung der Anschlüsse
Potentiometer gibt es mit verschiedenen Anschluss-Arten wie:
- Lötfahnen,
- Stecker,
- Klemmen,
- oberflächenverlötbares Bauelement direkt auf der Leiterplatte (engl.: SMD Surface Mounted Device) oder
- durch Leiterplattenbohrungen und auf der Gegenseite verlötet als Durchsteckmontage.

### Anzapfungen
Die Schleifbahn eines Potentiometers kann mit Anzapfungen versehen sein, um sie für unterschiedliche Kennlinien konfigurieren zu können. Dadurch hat so ein Poti dann mehr als die üblichen drei Anschlüsse.
Bestimmte Ausführungen einer gehörrichtigen Lautstärke-Entzerrung (Loudness-Korrektur) arbeiten auch mit derartigen Anzapfungen.

### Widerstandsverlauf
Die Funktion zwischen Winkel bzw. Strecke und Widerstand bei Potentiometern kann linear oder nichtlinear sein.
Lineare Potentiometer haben keine Kennzeichnung oder die Kennzeichnung: lin, 1 oder B (früher A), zum Beispiel „10 k 1“ für ein 10-kOhm-Potentiometer mit linearer Widerstandsbahn.
Die Charakteristik von nicht-linearen Potentiometern kann: positiv logarithmisch oder negativ logarithmisch, exponentiell, oder S-förmig sein.
Bei positiv logarithmischen Potentiometern verläuft die Widerstands-Kurve/-Charakteristik logarithmisch ansteigend. Positiv logarithmische Potentiometer tragen die Kennzeichnung log, "pos.log", "+log.", A (früher C), Audio oder 2 hinter dem Widerstandswert, zum Beispiel „10 K 2“. Teilweise sind auch logarithmische Potentiometer mit B gekennzeichnet, beispielsweise im Audiobereich.
Negativ logarithmische Potentiometer haben eine fallende Kennlinie und sind mit einem „−“ oder "neg." vor dem Wert oder mit F oder 3 hinter dem Wert gekennzeichnet.

### Kenngrößen
Kennzeichnend für ein Potentiometer sind neben seinem Nennwiderstandswert (Widerstand zwischen den Endanschlüssen) und dessen Toleranz folgende Merkmale:
- Nennbelastbarkeit (Verlustleistung); sie ist drehwinkelabhängig
- bei linearen Potentiometern die Linearität
- bei Tandempotentiometern deren Gleichlauf
- mechanische Kenngrößen: Drehwinkel bzw. Betätigungsstrecke, Wellendurchmesser
- mechanische Lebensdauer (erreichbare Anzahl von Betätigungen)
- der Maximalstrom, der vom Schleifer übertragen werden kann, ohne das Widerstandsmaterial oder den Schleifkontakt zu beschädigen
- Maximale Spannungsfestigkeit

## Abweichender Gebrauch der Bezeichnung
Für die Steuerung von dimmbaren Leuchtstoffröhren wird manchmal ein sogenanntes „Aktiv-Potentiometer“ benötigt. Es handelt sich dabei nicht um ein Potentiometer im obigen/eigentlichen Sinne, sondern um eine regelbare Spannungsquelle, die typischerweise auf Werte zwischen 0 V und 10 V eingestellt werden kann.